# Степанова, Елена Михайловна
Елена Михайловна Степанова (1930—2007) — лингвист, филолог, кандидат филологических наук, лауреат Государственной премии СССР (1979). 
Занималась проблемами сертификации уровней владения РКИ: один из разработчиков ГОССТАНДАРТОВ русского языка как иностранного (1996—2000 гг.), лежащих в основе современного обучения русскому языку иностранцев в России.

## Биография
Родилась 30 мая 1930 года в Москве.
В 1952 году окончила Московский областной педагогический институт имени Н. К. Крупской (ныне — Московский государственный областной университет). В 1956 году защитила диссертацию кандидата филологических наук.
С 1959 по 1966 годы работала на кафедре русского языка подготовительного факультета МГУ имени М.В. Ломоносова сначала старшим преподавателем, затем заведующим кафедрой.
С 1966 по 1974 годы — заведующая сектором Научно-методического центра русского языка при МГУ имени М.В. Ломоносова. С 1974 года старший научный сотрудник сектора краткосрочных форм обучения Института русского языка имени А. С. Пушкина, а с 1984 года заведовала этим сектором.
С 1999 по 2002 годы — начальник отдела тестового контроля Гос. ИРЯ им. А. С. Пушкина.
Внесла большой вклад в развитие методики преподавания русского языка как иностранного, в частности, занималась проблемами сертификации уровней владения РКИ.
Умерла 16 декабря 2007 года.

## Научные труды
Руководила подготовкой лингводидактического описания «Русский язык. Повседневное общение. Пороговый уровень» (1996, под эгидой Совета Европы). При её участии были подготовлены описания других уровней, стандарты, типовые тесты, тестовые практикумы по русскому языку.
- Радиокурс «Русский язык для Юго-Восточной Азии». 1961.
- Радиокурс «Частотный словарь общенаучной лексики». 1970.
- Русский язык для всех (в соавторстве). 3-е издание. 1976.
- Грамматический справочник (в соавторстве). (к учебнику Русский язык для всех). 1976.

## Награды и звания
- лауреат Государственной премии СССР (1979) - за учебник «Русский язык для всех», опубликованный в 1977 г. /3-е издание/.
- Медаль «За трудовое отличие»
- Почётный диплом Лейпцигского университета
- Знак «Золотой венец» Общества Венгеро-Советской дружбы
- Грамота Министерства образования СССР
- Грамота Союза советских обществ дружбы (ССОД).